# 11.ª Divisão (Japão)
A 11ª Divisão foi uma divisão de infantaria do Império do Japão que serviu durante a Segunda Guerra Mundial. A divisão foi formada 1 de outubro de 1898 em Zentsuji, sendo desmobilizada no mês de setembro de 1945 com o fim da guerra.

## Comandantes
| Comandante                    | Data                                          |
| ----------------------------- | --------------------------------------------- |
| General Keiu Machida          | 6 de agosto de 1917 - 12 de abril de 1919     |
| Lt. General Tsukasa Saito     | 12 de abril de 1919 - 11 de março de 1921     |
| General Yoshinori Shirakawa   | 11 de março de 1921 - 15 de agosto de 1922    |
| Lt. General Hyogo Kosai       | 15 de agosto de 1922 - 2 de março de 1926     |
| Lt. General Rokuichi Koizumi  | 2 de março de 1926 - 1 de agosto de 1929      |
| General Iwane Matsui          | 1 de agosto de 1929 - 1 de outubro de 1931    |
| Lt. General Tokutaro Koto     | 1 de outubro de 1931 - 18 de março de 1933    |
| Lt. General Keiichi Harada    | 18 de março de 1933 - 1 de agosto de 1934     |
| General Mikio Furusho         | 1 de agosto de 1934 - 21 de setembro de 1935  |
| Lt. General Kanichiro Tashiro | 21 de setembro de 1935 - 1 de maio de 1936    |
| General Hayao Tada            | 1 de maio de 1936 - 14 de agosto de 1937      |
| Lt. General Munetake Yamamuro | 14 de agosto de 1937 - 15 de julho de 1938    |
| Lt. General Hisao Wataru      | 15 de julho de 1938 - 7 de janeiro de 1939    |
| Lt. General Shoichi Naito     | 7 de janeiro de 1939 - 1 de dezembro de 1939  |
| General Mitsuru Ushijima      | 1 de dezembro de 1939 - 15 de outubro de 1941 |
| Lt. General Takashi Takamori  | 15 de outubro de 1941 - 7 de abril de 1945    |
| Lt. General Koichi Ono        | 7 de abril de 1945 - de setembro de 1945      |

## Subordinação
- Exército Expedicionário Shanghai - 13 de agosto de 1937
- 5º Exército - 7 de dezembro de 1937
- Exército Formosa - 15 de fevereiro de 1938
- reserva - 26 de fevereiro de 1938
- Grupo de Exércitos Kwantung - 28 de setembro de 1938
- 3º Exército - 21 de novembro de 1938
- 5º Exército - 19 de maio de 1939
- 55º Exército - de abril de 1945

## Ordem da Batalha
outubro de 1939
- 11. Grupo de Infantaria (desmobilizada no dia 3 de fevereiro de 1943)
- 12. Regimento de Infantaria
- 43. Regimento de Infantaria
- 44. Regimento de Infantaria
- 11. Regimento de Cavalaria
- 11. Regimento de Artilharia de Montanha
- 11. Regimento de Engenharia
- 11. Regimento de Transporte
- Unidade de comunicação